# إل. إي. بوتير
إل. إي. بوتير (بالإنجليزية: L. E. Potter)‏ هو سياسي أمريكي، ولد في 10 أغسطس 1858، وتوفي في 8 مايو 1942. انتخب عضو مجلس ولاية مينيسوتا.